# Acheta gossypii
Acheta gossypii ist eine Langfühlerschrecke aus der Familie der Echten Grillen (Gryllidae). Die selten gefundene Art lebt im westlichen Mittelmeergebiet, in Italien und Spanien.

## Merkmale
Acheta gossypii erreicht 11 bis 14 Millimeter Körperlänge und ist damit kleiner als das weitaus häufigere Heimchen Acheta domesticus. Von den beiden anderen europäischen Acheta-Arten ist sie normalerweise in beiden Geschlechtern an der Ausbildung der Vorderflügel (Tegmina) zu unterscheiden: Diese sind immer verkürzt und zur Spitze (Apex) hin breit abgerundet, nicht länger und schmal verrundet. Die Hinterflügel sind verkürzt (brachypter), die Tiere nicht flugfähig. Allerdings treten auch bei den anderen Acheta-Arten, als Ausnahme, gelegentlich Tiere mit verkürzten Flügeln auf. Bei den Männchen weist die Harfe (das Flügelfeld, das bei der Lauterzeugung mittels Stridulation die Töne erzeugt) nur zwei Adern auf. Acheta gossypii ist in der Grundfarbe hell ockerfarben, das Pronotum oben dunkel gefleckt, dessen Seitenlappen (Paranota) mit dunkler Binde. Der Kopf trägt drei dunkle Querbinden. Der Kopf ist etwas breiter als das Pronotum, die Antennen sind mindestens doppelt körperlang. Das Pronotum ist, besonders vorn, stark beborstet.

## Verbreitung
Die Art wurde von Costa aus der Provinz Otranto, Apulien, Süditalien erstbeschrieben, wo sie angeblich so häufig war, dass sie Schäden in Baumwollfeldern anrichtete (der Name gossypii bezieht sich auf die Baumwolle Gossypium). Danach wurde sie fast 150 Jahre in Italien nicht wiedergefunden, so dass Kurt Harz in seinem Standardwerk Die Orthopteren Europas schon empfahl, sie für die europäische Fauna zu streichen. Später tauchte sie weiter nördlich, in der Romagna, wieder auf. Bereits 1921 wurden Funde aus Südspanien von Ignacio Bolívar y Urrutia der Art zugeschrieben, was von dem russischen Entomologen und Orthopteren-Spezialisten Anrej V. Gorochov (unter gewissen Vorbehalten) bestätigt wurde. Funde liegen vor aus Murcia mit der Stadt Cartagena und der Provinz Almería (Garrucha). Später wurde sie an weiteren Orten gefunden, so in der Provinz Albacete am Taibilla. Daneben liegt eine alte, nie bestätigte Angabe von Lucien Chopard für ein Vorkommen in Afrika („Kenia“) vor.
Aufgrund der unzureichenden Kenntnisse über die Verbreitung der Art wurde sie in der Roten Liste der Europäischen Heuschrecken (von 2016) in der Kategorie DD (data deficient) aufgeführt.

## Taxonomie
Die Art wurde von Costa 1855 als Gryllus gossypii erstbeschrieben und von Chopard 1961 in die Gattung Acheta transferiert.